# جيري وود
جيري وود (بالإنجليزية: Gerry Wood)‏ هو سياسي أسترالي، ولد في 5 أبريل 1950. انتخب عضو الجمعية التشريعية للإقليم الشمالي ‏.